# Nagar (Tamil Nadu)
Nagar (abans Thellyr) fou un antic port del districte de Tanjore a Tamil Nadu a 10° 49′ 26″ N, 79° 53′ 24″ E / 10.82389°N,79.89000°E avui part de la municipalitat de Nagapattinam (Negapatam) a uns 5 km del centre de la ciutat a la boca del riu Vettar. Té una mesquita amb minaret de 28 metres d'alt.
La població i territori a l'entorn fou venuda pel raja de Tanjore als holandesos de Nagapatam el 1771 però fou ocupada poc després pel nawab del Carnàtic amb suport dels britànics; després fou restaurada al raja de Tanjore que la va cedir als britànics el 1776. Va passar poc després a Haidar Ali però el 1781 va ser cedida als britànics.